# Gagarin (Uzbekistan)
Gagarin (uzb. Gagarin, ros. Гагарин) – miasto w Uzbekistanie, w wilajecie dżyzackim. Do 1974 miejscowość ta nazywała się Jerżar (ros. Ержар) i była osiedlem typu miejskiego. Obecna nazwa miasta została nadana na cześć radzieckiego kosmonauty Jurija Gagarina.
W 1989 r. miasto zamieszkiwało 17,9 tys. mieszkańców, a w 2007 – 25.589.